# 브와디스와프 라치키에비치
브와디스와프 라치키에비치(폴란드어: Władysław Raczkiewicz, 1885년 1월 28일 ~ 1947년 6월 6일)는 폴란드의 정치가, 변호사, 외교관, 그리고 폴란드 망명 정부의 제1대 대통령이다. 그는 1939년부터 1947년까지 대통령 직을 유지했으며, 1945년까지 그는 국제적으로 폴란드의 국가원수로 승인받았다. 1939년 폴란드 정부의 붕괴 이후 폴란드 망명 정부는 국제적으로 폴란드 제2공화국을 계승한 것으로 인정되었다.

## 어린 시절과 교육
브와디스와프 라치키에비치는 쿠타이시에서 태어났다. 이 때 당시 쿠타이시는 러시아 제국의 쿠타이시 현에 속해 있었으며, 그의 부모는 유제프 라치키에비치와 루드비카 우카셰비치였다. 그는 상트페테르부르크에서 공부하며 폴란드 청년조직에 가담했다. 그는 타르투 대학교에서 법학과를 졸업한 다음, 민스크에서 변호사로 일했다. 제1차 세계 대전의 발발 이후 러시아 제국 육군에서 복무했지만 러시아 내전 발발 이후 그는 폴란드의 독립을 위해 힘썼다. 그는 폴란드 제1군단 창립에 앞장섰고, 이후 폴란드의 재독립에 기여한 폴란드 군단의 창립자, 유제프 피우수트스키 휘하에서 복무했다.
1919년부터 1920년 사이에 그는 폴란드-소비에트 전쟁에 자원해 참전했다. 처음에는 민족 민주주의의 지지자였던 그는 나중에 피우수트스키가 이끄는 사나치아 정부에 참여했다. 라치키에비치는 1921년부터 1924년까지 나브흐루다크 주를 맡았고, 이후 1925년까지는 빌뉴스 주를 다스렸다. 브레스트 선거 이후 그는 폴란드 상원으로 임명되었다. 이후 1936년부터 1939년까지 포메라니아 주를 다스렸다.

## 제2차 세계 대전 및 전후
1939년 폴란드가 침공했을 때, 그는 앙제로 도주했고, 이후 그곳에서 폴란드 망명 정부가 수립되었다. 그는 앙제 근처의 사토 드 피그네롤에서 1939년 12월 2일부터 1940년 6월까지 거주했다. 이후 그는 런던으로 이주해 브와디스와프 시코르스키 장군과 스타니스와프 미코와치크를 만났다. 1941년 시코르스키-마이스키 협정이 체결되었을 때, 그는 이를 반대했다.
1945년 2월 이오시프 스탈린, 윈스턴 처칠, 그리고 프랭클린 D. 루즈벨트가 얄타 회담을 개최했을 때, 폴란드의 미래 역시 주요 의제 중 하나였다. 스탈린이 강력한 친소 폴란드 정부만이 소련의 안보를 보장할 수 있다고 주장했고, 이 결과에 따라 폴란드 영토에 새로운 정부가 수립되면 연합국은 폴란드 망명 정부에 대한 승인을 철회하기로 합의했다.
1947년 라치키에비치는 웨일스의 루딘에서 사망했다. 그는 잉글랜드의 뉴어크온트렌트의 묘지에 안장되었다.